# Limenitis malea
Limenitis malea är en fjärilsart som beskrevs av Felder 1861. Limenitis malea ingår i släktet Limenitis och familjen praktfjärilar. Inga underarter finns listade i Catalogue of Life.